# Louis-Charles Mahé de La Bourdonnais

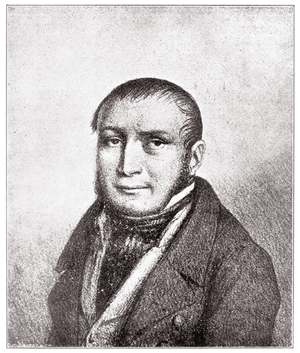
Louis-Charles Mahé de La Bourdonnais

Louis-Charles Mahé de La Bourdonnais (* 1795 [nach manchen Quellen auch 1797] auf der Insel Réunion; † 13. Dezember 1840 in London) war ein französischer Schachmeister.
Mahé de La Bourdonnais war einer der stärksten Spieler des frühen 19. Jahrhunderts. Wegen seines ungewöhnlichen Kombinationstalents gilt er als der größte Meister, den Frankreich seit Philidor besaß.

## Werdegang
La Bourdonnais stammte aus einer wohlhabenden Familie und verbrachte schon in seiner Jugend viel Zeit im berühmten Pariser Schachcafé Café de la Régence, wo er seinen eigenen Tisch hatte und dort fast jeden Tag von mittags bis Mitternacht spielte. Das Schachfieber packte ihn, und das „Königliche Spiel“ wurde fortan für ihn zum Lebensinhalt. Er spielte gegen jeden, der bereit war, einen geringen Geldeinsatz zu wagen. Er nahm Unterricht bei Alexandre Deschapelles, dem bis dahin stärksten Spieler Frankreichs, den er bald vom Thron verdrängte.
Im Jahre 1827 veröffentlichte er die Lebensgeschichte seines Großvaters Bertrand François Mahé de La Bourdonnais, eines berühmten Admirals.
Im Jahr 1833 gab er ein Schachlehrbuch heraus, Nouveau Traité du jeu des échecs, das auf die Bedürfnisse von Schachamateuren zugeschnitten war. Da es in Frankreich keinen Spieler mehr gab, der ihn schlagen konnte, fuhr La Bourdonnais 1834 nach London, um den dortigen Meister und stärksten Spieler Großbritanniens, den Iren Alexander McDonnell, zu einem Wettkampf herauszufordern. Das erste bedeutende Match der Schachgeschichte dauerte von Juni bis November und umfasste 88 Partien. La Bourdonnais gewann 44, verlor 30 und spielte 14 Partien unentschieden. Die noch ohne Schachuhr gespielten Partien wurden notiert und veröffentlicht.
Nach dem Wettkampfsieg gegen McDonnell galt La Bourdonnais als stärkster Spieler der Welt. Er kehrte nach Paris zurück und gründete dort die erste Schachzeitung Le Palamède, die später von Pierre Saint-Amant weitergeführt wurde.
Kurz darauf bekam La Bourdonnais die Wassersucht und starb am 13. Dezember 1840. Nach seinem Tod wurde ein Gipsabdruck des Schädels angefertigt, der als Vorlage für die erhaltenen Porträtabbildungen diente.

## Partie
|   | a | b | c | d | e | f | g | h |   |
| 8 |   |   |   |   |   |   |   |   | 8 |
| 7 |   |   |   |   |   |   |   |   | 7 |
| 6 |   |   |   |   |   |   |   |   | 6 |
| 5 |   |   |   |   |   |   |   |   | 5 |
| 4 |   |   |   |   |   |   |   |   | 4 |
| 3 |   |   |   |   |   |   |   |   | 3 |
| 2 |   |   |   |   |   |   |   |   | 2 |
| 1 |   |   |   |   |   |   |   |   | 1 |
|   | a | b | c | d | e | f | g | h |   |

Schlussstellung nach 37. … e3–e2
Eine seiner Partien endete mit einer kuriosen Schlussstellung, die bis heute unvergessen ist:
McDonnell – La Bourdonnais
London, 1834
Sizilianische Verteidigung, B32
1. e2–e4 c7–c5 2. Sg1–f3 Sb8–c6 3. d2–d4 c5xd4 4. Sf3xd4 e7–e5 5. Sd4xc6 b7xc6 6. Lf1–c4 Sg8–f6 7. Lc1–g5 Lf8–e7 8. Dd1–e2 d7–d5 9. Lg5xf6 Le7xf6 10. Lc4–b3 0–0 11. 0–0 a7–a5 12. e4xd5 c6xd5 13. Tf1–d1 d5–d4 14. c2–c4 Dd8–b6 15. Lb3–c2 Lc8–b7 16. Sb1–d2 Ta8–e8 17. Sd2–e4 Lf6–d8 18. c4–c5 Db6–c6 19. f2–f3 Ld8–e7 20. Ta1–c1 f7–f5 21. De2–c4+ Kg8–h8 22. Lc2–a4 Dc6–h6 23. La4xe8 f5xe4 24. c5–c6 e4xf3 25. Tc1–c2 Dh6–e3+ 26. Kg1–h1 Lb7–c8 27. Le8–d7 f3–f2 28. Td1–f1 d4–d3 29. Tc2–c3 Lc8xd7 30. c6xd7 e5–e4 31. Dc4–c8 Le7–d8 32. Dc8–c4 De3–e1 33. Tc3–c1 d3–d2 34. Dc4–c5 Tf8–g8 35. Tc1–d1 e4–e3 36. Dc5–c3 De1xd1 37. Tf1xd1 e3–e2 Weiß gab auf, da die schwarze Bauernlawine nicht mehr zu stoppen ist.

## Werke
- Nouveau traité du jeu des échecs, Paris 1833.